# Кричев

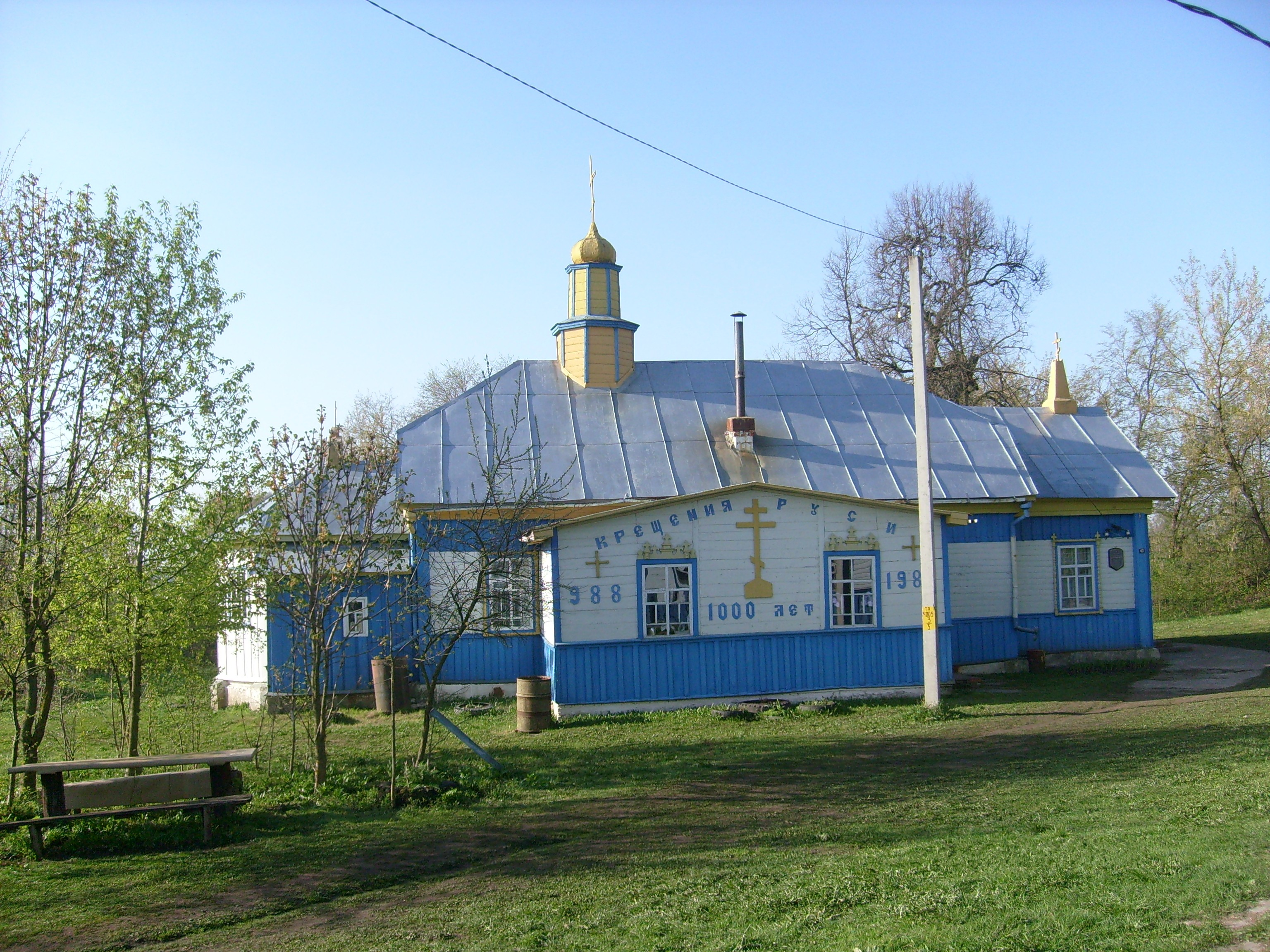
Церква святого Миколая

Кричев (біл. Крычаў) — місто на сході Могильовської області Білорусі, адміністративний центр Кричевського району. Розташоване на річці Сож (притока Дніпра). Населення — 28,2 тис. чоловік.

## Відомі люди

### Старости
- Остафій Іванович Дашкевич
- Соломирецький Богдан Богданович
- Михайло Казимир Радзивілл (1625)
- Єжи Август Мнішек